# Penny Parker
Penny Parker is een personage uit de Amerikaanse actieserie MacGyver. Parker kruist meerdere malen het pad van MacGyver en bouwt daarmee een broer-en-zus-achtige relatie met MacGyver op. Ze droomt ervan om een bekend actrice en zangeres te worden.

## Ontmoetingen
De eerste keer wanneer Parker en MacGyver elkaar ontmoeten is op een vliegveld in Bulgarije. Hier stopt Parker enkele gestolen juwelen in een van MacGyvers jaszakken om deze via hem naar de Verenigde Staten te smokkelen. Beiden worden gearresteerd waardoor ze een lange tijd met elkaar opgescheept zitten. Enkele maanden later wanneer MacGyver naar het buitenland moet voor een missie past ze op zijn huis. Door haar naïviteit belandt MacGyver in een samenzwering tussen huurmoordenaars. Wanneer ze later een rol aangeboden krijgt in een grote musical lijkt het erop dat dat haar doorbraak zal zijn. Echter is de hele musical een valstrik, georganiseerd door de huurmoordenaar Murdoc, om MacGyver om het leven te brengen.